# رژی دلپین

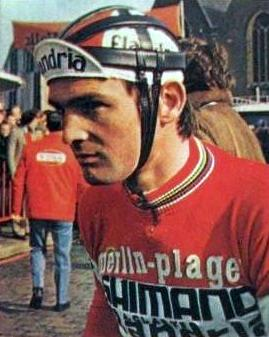
رژی دلپین در سال ۱۹۷۴

رژی دلپین (فرانسوی: Régis Delépine‎؛ زادهٔ ۲۲ دسامبر ۱۹۴۶) دوچرخه‌سوار اهل فرانسه است.
از باشگاه‌هایی که در آن رکاب زده‌است می‌توان به  تیم دوچرخه‌سواری فلاندریا، تیم دوچرخه‌سواری مرسیه و تیم دوچرخه‌سواری پژو اشاره کرد.